# David Suzuki
David Takayoshi Suzuki (Vancouver, 24 marzo 1936) è un ambientalista, attivista e divulgatore scientifico canadese.

## Biografia
Negli anni settanta Suzuki era conosciuto per le sue serie televisive, trasmissioni radiofoniche e i libri sulla natura e l'ambiente. Il suo programma più conosciuto veniva trasmesso dalla CBC Television (la rete televisiva di Stato canadese) ed era intitolato, come l'opera di Lucrezio, The Nature of Things (la natura delle cose, De rerum natura); questo programma è stato trasmesso in oltre 40 nazioni.

## Pubblicazioni tradotte in italiano
- L' eredità. Proposta per un futuro sostenibile, Tradotto da: F. Frasca,  Orme Editori, Milano, 2012 EAN 9788888774978

## Premi e riconoscimenti
- Premio Kalinga, 1986
- Right Livelihood Award, 2009